# Абдуллатіф бін Рашид аль-Заяні
Абдуллатіф бін Рашид Аль-Заяні (араб. عبداللطيف بن راشد الزياني) (15 квітня 1954, Мухаррак, Королівство Бахрейн) — бахрейнський інженер і генерал-лейтенант у відставці. Він є міністром закордонних справ, а раніше був генеральним секретарем Ради співробітництва арабських держав Перської затоки з 1 квітня 2011 року по лютий 2020 року.

## Життєпис
Народився 15 квітня 1954 року в Мухарраку, Королівство Бахрейн. Він закінчив Королівську військову академію Сандгерсті у Великій Британії. Вивчав аеронавігаційну інженерію в Перті, Шотландія (1978). У 1980 році він здобув ступінь магістра з управління матеріально-технічним забезпеченням у Технологічному інституті ВПС у Дейтоні, штат Огайо. Також здобув ступінь доктора філософії з дослідження операцій у Військово-морській аспірантурі, Монтерей, штат Каліфорнія, у 1986 році. У 1988 році він відвідував курси командування та генерал-штабу у Форт-Лівенворті, штат Канзас, і отримав почесний меч разом зі званням майстра матеріально-технічного забезпечення від армії США. Пізніше він відвідав програму розвитку лідерів у Гарвардському університеті в 2008 році.
Він став офіцером у Силах оборони Бахрейну в 1973 році. Його кар'єра в силах оборони Бахрейну завершилася 2 червня 2004 року. Потім він почав служити начальником служби громадської безпеки в званні генерал-майора міністерства внутрішніх справ у 2004 році. У 2010 році йому присвоєно звання генерал-лейтенанта. 10 червня 2010 року був призначений радником міністра закордонних справ у ранзі міністра. Він також працював лектором в Університеті Перської затоки, професором математики та статистики в Університеті Меріленда в Бахрейні, а також професором кількісних методів в Університеті Бахрейну.
1 квітня 2011 року був призначений генеральним секретарем Ради співробітництва Перської затоки. Його повноваження закінчилися 31 березня 2020 року.
У січні 2020 року він був призначений міністром закордонних справ. 15 вересня 2020 року Заяні підписав офіційну угоду про нормалізацію відносин між Бахрейном та Ізраїлем на церемонії підписання в Білому домі у Вашингтоні.
3—5 травня 2023 року він відвідав Київ. Провів переговори з міністром закордонних справ України Дмитром Кулебою. Також був прийнятий президентом України Володимиром Зеленським, Головою Верховної Ради України Русланом Стефанчуком. Став першим міністром закордонних справ Бахрейну, який відвідав Україну від часу встановлення дипломатичних відносин між двома країнами в липні 1992 року. Міністр Абдуллатіф бін Рашид Аз-Заян також відвідав Бучу та Гостомель, де ознайомився з наслідками російської агресії в Україну.